# Tadeusz Bór-Komorowski
Grof Tadeusz Bór-Komorowski , poljski general in plemič, * 1895, † 1966.
Med poljsko-rusko vojno je bil poveljnik konjeniškega polka. 
Po okupacije Poljske je od 1941 in 1944 vodil Armio Krajowo (med drugim tudi med varšavsko vstajo 1944). Oktobra 1944 je bil ujet in je ostal v nemškem ujetništvu do konca vojne. Nato je bil do 1947 poveljnik poljske armade v izgnanstvu, nakar je postal predsednik vlade v izgnanstvu (do 1949) in bil kasneje (1956–1966) tudi član »sveta treh«, ki so predstavljali izgnansko (demokratično) Poljsko v opoziciji do begunskega predsednika Augusta Zaleskega.